# Werner Steininger
Werner Steininger (* 27. Februar 1949 in Heiden AR) ist ein Schweizer Bergführer, Kunstmaler und Malpädagoge.

## Leben
Werner Steininger wurde 1949 in Heiden geboren. 1965–1968 machte er eine Lehre als Instrumentenoptiker. Seine Liebe zu den Bergen zeigte sich 1973 in Form einer Bergführerausbildung. Von 1978 bis 1980 machte er eine Ausbildung als Werklehrer an der Kunstgewerbeschule Zürich. 1982 folgte sein heilpädagogisches Diplom an der Heilpädagogischen Schule. 1986–1990 verbrachte Steininger in Indien und unternahm eine Expedition zum Himalaya, wo er sich der Malerei widmete. Seit 1991 arbeitet er wieder in der Schweiz in seinem Kunstatelier in Gais, unterrichtet Erwachsene und Kinder in seinen Malkursen und ist als freiberuflicher Bergführer tätig.

## Malerei
Die Werke Steiningers zeigen abstrakte Landschaften und Gegenstände und reflektieren seine Leidenschaft für die Natur und Berge zeigt. Werner Steininger wird zuweilen als Vertreter der Ausserrhoder Kulturlandschaft bezeichnet; so zeigen seine Kunstwerke teils traditionelle volkstümliche Komponenten, als auch progressivere zeitgenössische Einschnitte.
Steininger ist ausgebildeter Malpädagoge und vermittelt sein Wissen in Malkursen weiter.  
2009 wurde anlässlich einer Einzelausstellung im Kulturzentrum Herisau (Altes Zeughaus) und anlässlich seines 60. Geburtstages auf Initiative des Freundeskreises Werner Steininger eine Monographie unter dem Titel „Werner Steininger – Malerei“ veröffentlicht. 
Werner Steininger ist Mitglied der Gilde Schweizer Bergmaler. 1991 und 1993 gewann er an den Jahresausstellungen der Gilde der Schweizer Bergmaler den 1. Preis.

## Ausstellungen (Auswahl)
- 1991:	Jahresausstellung der Gilde Schweizer Bergmaler, Bergmalerei, 1. Preis
- 1992:	Museum Alpin Pontresina
- 1993:	Schweizerische Ausstellung alpiner Kunst, Kunsthaus Grenchen
- 1993: Jahresausstellung der Gilde Schweizer Bergmaler, Bad Ragaz, 1. Preis
- 1995:	Alpine Kunst, Regensburg
- 1996: Ortsmuseum Wiedikon, Einzelausstellung
- 1996:	Nationales Gotthardmuseum, Gruppenausstellung
- 2003:	Kulturzentrum Herisau, Altes Zeughaus, Gruppenausstellung
- 2009:	Kulturzentrum Herisau, Altes Zeughaus, Einzelausstellung, begleitende Publikation „Werner Steininger – Malerei“ im Appenzeller Verlag
- 2011:	Weg, Kultur am Bahnhof, St. Gallen
- 2013/2014: Kunsthalle Ziegelhütte Appenzell, Werner Steininger und sein Appenzeller Freundeskreis